# Xã Jackson, Quận Dubois, Indiana
Xã Jackson (tiếng Anh: Jackson Township) là một xã thuộc quận Dubois, tiểu bang Indiana, Hoa Kỳ. Năm 2010, dân số của xã này là 2.125 người.